# Крайбрежно шаварче
Крайбрежното шаварче (Acrocephalus schoenobaenus) е птица от семейство Acrocephalidae. Среща се и в България.

## Физически характеристики
Крайбрежното шаварче достига 13 cm.

## Начин на живот и хранене
Храни се с дребни насекоми.